# Imazethapyr
Imazethapyr ist ein Pflanzenschutzwirkstoff aus der Gruppe der Herbizide, der zur Bekämpfung von Unkräutern eingesetzt wird.

## Eigenschaften
Imazethapyr wird zur Unkrautbekämpfung u. a. bei Sojabohnen, Erdnüssen, Erbsen, Kichererbsen und Linsen eingesetzt.

## Synthese
Die Synthese von Imazethapyr ist in der folgenden Reaktionssequenz beschrieben:

## Zulassung
In den Staaten der EU und in der Schweiz sind Pflanzenschutzmittel mit dem Wirkstoff Imazethapyr nicht mehr zugelassen.

## Handelsname
Pflanzenschutzmittel mit dem Wirkstoff Imazethapyr werden unter dem Handelsnamen Pursuit oder Pivot vermarktet.